# Horacio Verbitsky
Horacio Verbitsky (izg.: Horacio Verbicki; *11. februar 1942) je argentinski raziskovalni časnikar in zgodovinar levičarske gverile Montonerosov.

## Življenjepis

### Poreklo in poklic
Horacio Verbitsky se je rodil 1942 v Buenos Airesu kot sin argentinskega novinarja in pisatelja Bernarda Verbitskega. Njegova stara starša po očetovi strani sta bila ukrajinsko-judovska priseljenca. Od 1960 si je prislužil državno priznanje za svoje spise in politične stolpce, v katerih se je osredotočal predvsem na razkrivanje političnega podkupovanja in na spodbujanje svobodnega tiska; obsojal je vsako vladno politiko, ki bi lahko vplivala na ustavne pravice časnikarjev in drugih državljanov do svobode govora. Zaradi svoje odločnosti pri odkrivanju tovrstnih zgodb je postal znan tudi pod vzdevkom "el Perro" ("pes").

### Poročanje
V začetku 1990-ih je poročal o vrsti podkupovalnih pohujšanj v upravi predsednika Carlosa Menema, kar je pripeljalo do odstopa večjega števila njegovih ministrov. 1994 je poročal o izpovedih mornariškega častnika Adolfa Scilinga, ki so potrjevale mučenja in ubijanja, ki jih je povzročala vladavina vojaške hunte v Argentini v letih 1976–1983 med Umazano vojno. Njegove tozadevne knjige so postale narodne uspešnice. Od 2015 je Verbitsky član Mednarodne komisije zoper smrtno kazen (International Commission Against the Death Penalty).

### Vpletenost v politiko
Glede vpletenosti v politiko sam priznava, da je večkrat menjal stran - a njegovo delovanje je bilo vsestransko.:
"Peronist sem bil od svojega 13. leta starosti. Časnikar sem od svojega 18. leta. Bojeviti peronist sem od svojega 19. leta. Peronist sem nehal biti 1973, Montonero pa 1977. Še vedno pa sem časnikar.— Horacio Verbitsky, interviewed by the weekly magazine La Maga/Horacio Verbitsky v pogovoru za tednik La Maga
1970-ih se je pridružil oboroženemu peronističnemu vojaškemu krilu, 1972 pa polvojaškemu krdelu Montoneros, ki mu očitjo ugrabitve, mučenja in samodrštvo.

### Sporna knjiga
Leta 2005 je Horacio Verbitsky objavil sporno knjigo z naslovom "El Silencio", v kateri opisuje leta, ko je vladala  vojaška hunta (1976–1984). V njej je med drugim napadel Argentinsko katoliško Cerkev ter jo obtožil sodelovanja z vojaškimi oblastmi. V tej knjigi posebej obtožuje Jorgeja Bergoglia, nekdanjega provincijala Družbe Jezusove v Argentini in poznejšega papeža Frančiška, da je bil vpleten v ugrabitev dveh mladih jezuitskih duhovnikov, ki sta bila zagovornika osvobodilne teologije,  s strani vojske. Njegove različice dogodkov, ki jo je Vatikan označil za obrekljivo, Jalics ni potrdil, medtem ko je Yorio pred svojo smrtjo leta 2000 baje izjavil, da nima dokazov, da je Bergoglio posredoval za njegovo izpustitev; pristojna priča pa nasprotno trdi, da je Bergoglio »premaknil nebo in zemljo, da bi osvobodil oba duhovnika«. Druga pričevanja potrjujejo, da je bodoči papež pomagal uspešno tudi mnogim drugim žrtvam delujoč »v tišini ter skrito«.

## Priznanja in nagrade
- Feria del Libro de Buenos Aires, für den Robo para la Corona 1991
- Premio del Colegio de Abogados de San Isidro.
- Premio Konex (Diploma al Mérito):[13],Ensayo Político 1994, Análisis Político, 1997
- Latin American Studies Association 1996, A los medios de comunicación
- Konrad-Adenauer-Stiftung und Centro de Estudios Para una Nueva Mayoría
- Premio de los libreros a Editorial Planeta Mejor Libro Periodístico für Un mundo sin periodistas 1998
- Human Rights Watch, Hellman/Hammett Grant, 1998[14][15]
- TEA, Uno de los 10 periodistas de la década
- CPJ New York 2001, Freedom of Expression Award[16][17][18]
- Premio Iberoamericano a la Libertad de Expresión':  Entregado por la Casa América Catalunya a Página/12 de manos de Joan M. Serrat  2007[19][20][21]
- El intelectual más influyente del país, Periódico mendocino, MDZ, 2009.[22]
- Premios Democracia, de Caras y Caretas (2009).
- Premio de la Commission Nationale Consultative des Droits de l’Homme, por la despenalización del delito de “calumnias e injurias” 2009[23]
- Reconocimiento de “Nuevo Encuentro” en la Semana de la Memoria (Morón, 2010)
- Gruber Justice Prize für das CELS (Philadelphia, USA, 2011).
- Ehrenmitglied der Universität York, 2011.[24]
- 11.  Premio Joan Alsina de Derechos Humanos; Casa Amèrica Catalunya, Barcelona,  2011.[25]
- El más valorado autor de libros, Revista Debate 2012[26]

### Razni članki
(angleško)
- Center for Legal and Social Studies (CELS), human rights organization, Argentina
- newspaper Página/12, Argentina
- New Iberoamerican Journalism Foundation
- State Crime International Initiative
- Argentina: Waves from the past. Verbitsky interviu Scilingo (Dirty warrior)
- Robert Cox: Oficialitis, reprisals and ‘useful idiots’. Buenos Aires Times, Saturday 28 October, 2017

### O papežu Frančišku
(angleško)
- Pope Francis. Verbitsky wrote in The Daily Beast, March 15, 2013
- Pope Francis - Sam Jones and Mark Rice-Oxley, The Guardian, 13 March 2013
- Pope Francis - By Daniel Politi, Miami Herald, March 15, 2013
- Jim Wyss (17. marec 2013), »The journey of Pope Francis: Argentina embraces Francis, its pauper Pope«, The Miami Herald, Wikipodatki Q107385989.
- Andrés Oppenheimer (31. maj 2014), »Andres Oppenheimer: Pope carrying out silent diplomacy in Argentina«, The Miami Herald, Wikipodatki Q107385180
- Pope Francis and some still dirty secrets from Argentina’s so-called dirty 'war'
- Pope Francis - Frank Brennan, Bélgica, Jan. 6, 2015
- Pope Francis - Dinna Chan Vasquez, Manila Standard Today, Philippines, Jan. 12, 2015 Arhivirano February 16, 2015, na Wayback Machine.
- AMIA-Nisman, Verbitsky wrote in The New York Times, Jan. 28, 2015
- Buenos Aires Herald: ‘Verbitsky was not my ghostwriter, he was at odds with the Air Force’.

### Filmi
- ¿Dónde está Miguel? (2000). Jorge Jaunarena und Pablo Torello.

- El Final de los Principios (1989–2001). Felipe Pigna.[30]

- Paco Urondo, la palabra justa (2004). Daniel Desaloms. Juan Leyrado, Cristina Banegas, Mariel Ballester, und Noé Jitrik.[31][32]

- Historias de aparecidos (2005). Pablo Torello. Azucena Villaflor, Esther Ballestrino y María Ponce, Madres de Plaza de Mayo.[33]

- A cielo abierto (2005). Pablo Torello.

- 4 de julio: la masacre de San Patricio (2007). Juan Pablo Young und Pablo Zubizarreta. Eduardo Kimel, Roberto Killmeate, Kevin O’Nelly y Robert Cox.

- Familia Lugones (2007). Paula Hernández und Graciela Maglie. Julia Constenla, Rita Cortese, Horacio González, Noé Jitrik, María Pía López, Nahuel Pérez Biscayart y Felipe Pigna.[34]

- Mirando desde acá (2007). Juventud Peronista. Andrés Taiana.[35]

- The Disappeared (II) (2008). Peter Sanders. Martín Balza, Estela Carlotto und Néstor Kirchner.[36][37]

- Carapintadas (2010). Matías Gueilburt. History Channel. Martín Balza, Gustavo Breide Obeid, Hugo Chumbita, Horacio Jaunarena und Jorge Mones Ruiz.[38]